# Станкевич, Юрий Аркадьевич
Юрий Аркадьевич Станкевич (род. 24 июля 1976, Саратов) — российский политический и общественный деятель, член партии «Единая Россия», заместитель председателя Комитета по энергетической политике и энергоэффективности Российского союза промышленников и предпринимателей (с 2008 года), в Резерве управленческих кадров под патронажем Президента Российской Федерации (с 2009 года), начальник Управления по работе с федеральными органами власти и общественными организациями ПАО «ЛУКОЙЛ» (с 2013 года). В 2021 году избран в Государственную Думу Федерального Собрания Российской Федерации VIII созыва по федеральному избирательному округу (региональная группа 22, включающая в себя Нижегородскую, Рязанскую области, Республику Чувашия).
Из-за вторжения России на Украину, находится под международными санкциями Евросоюза, США, Великобритании и ряда других стран

## Семья
Отец Аркадий Иванович Станкевич, 1940 года рождения, ветеран Вооруженных Сил СССР, генерал-майор в отставке. Мать Нина Михайловна Станкевич, 1943 года рождения, почётный работник дошкольного образования.
Брат Игорь Станкевич, 1966 года рождения, офицер запаса.
Супруга Екатерина Викторовна Станкевич, 1980 года рождения. Дети — Владимир, Владислав, Вячеслав, Арина, Божена, Вероника и Агата.

## Образование
1998 год — Военный университет Министерства обороны, прокурорско-следственный факультет;
2010 год — Финансовая академия при Правительстве Российской Федерации, экономист по специальности «финансы и кредит»;
2016 год — Российский государственный университет (НИИ) нефти и газа им И. М. Губкина, программа MBA «Управление нефтегазовым бизнесом. Современный руководитель».
Неоднократный лауреат рейтинга Ассоциации менеджеров России и ИД «КОММЕРСАНТЪ» «1000 САМЫХ ПРОФЕССИОНАЛЬНЫХ МЕНЕДЖЕРОВ РОССИИ».

## Санкции
25 февраля 2022 года, на фоне вторжения России на Украину, включён в санкционный список Евросоюза
11 марта 2022 года внесён в санкционный список Великобритании «за признание независимости двух сепаратистских регионов в Украине».
30 сентября 2022 года был внесён в санкционный список США в ответ на «фиктивные референдумы» и «аннексию территорий Украины российскими оккупационными силами».
Также находится в санкционных списках Швейцарии, Австралии, Японии, Украины, Японии и Новой Зеландии